# Kenya
Kenya, quốc hiệu là Cộng hòa Kenya, là một quốc gia ở Đông Phi. Với dân số ước tính là 52,4 triệu người tính đến giữa năm 2024, Kenya là quốc gia đông dân thứ 27 trên thế giới và quốc gia đông dân thứ 7 ở châu Phi. Thủ đô và thành phố lớn nhất của Kenya là Nairobi. Thành phố lớn thứ hai và là thành phố lâu đời nhất của Kenya là Mombasa, một thành phố cảng lớn trên Đảo Mombasa. Những thành phố quan trọng khác ở Kenya bao gồm Kisumu, Nakuru và Eldoret. Kenya giáp Nam Sudan về phía tây bắc (chủ yếu là vùng Tam giác Ilemi tranh chấp), Ethiopia về phía bắc, Somalia về phía đông, Ấn Độ Dương về phía đông nam, Tanzania về phía tây nam và Hồ Victoria và Uganda về phía tây.

## Lịch sử

### Trước thuộc địa

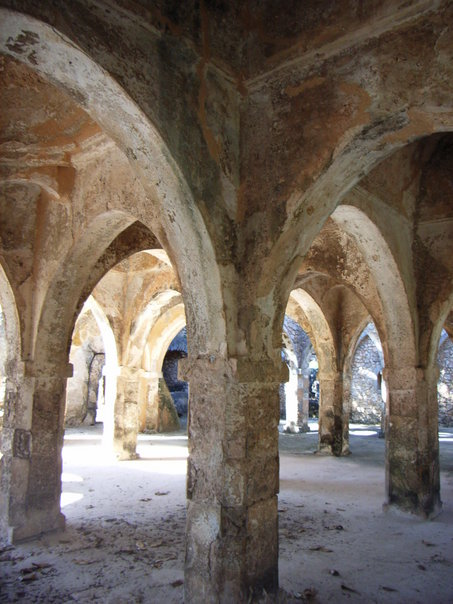
Nhà thờ Hồi giáo lớn của ở Kilwa Kisiwani, một trong các nhà thờ Hồi giáo được xây dựng bởi người Kikuyu của Vương quốc Hồi giáo Kilwa

Từ đầu Công nguyên, các bộ lạc người Phi đã sinh sống ở vùng đất là Kenya ngày nay. Thế kỷ VII, các tàu bè của người châu Á và người Ả Rập đã đến vùng bờ biển này. Đến thế kỷ X, người Ả Rập kiểm soát toàn bộ khu vực này. Sau khi nhà hàng hải Vasco da Gama đặt chân lên vùng bờ biển này năm 1498, các thương gia Bồ Đào Nha cũng đến đây lập các bến cảng buôn bán và bị người Ả Rập đánh đuổi vào năm 1729. Từ năm 1740, người Ả Rập kiểm soát vùng bờ biển. Có trên 40 nhóm sắc tộc sống tại Kenya. Người Kikuyu là nhóm sắc tộc lớn nhất di cư đến vùng này từ đầu thế kỷ XVIII. Tiếp đó, Kenya rơi vào tay thực dân Bồ Đào Nha và Anh.

### Thời kỳ thuộc địa
Năm 1890, vùng lãnh thổ này thuộc quyền bảo hộ của Anh và trở thành thuộc địa với tên gọi Đông Phi thuộc Anh từ năm 1920. Chính sách khai thác và bóc lột nặng nề của thực dân Anh làm bùng lên các phong trào phản kháng và chủ nghĩa dân tộc trong thập niên 1940. Năm 1952, phong trào Mau Mau gồm phần lớn là người Kikuyu, dưới sự lãnh đạo của Jomo Kenyatta, nổi dậy chống thực dân Anh. Cuộc chiến kéo dài cho đến năm 1956. Năm 1943, Liên minh dân tộc Phi Kenya (KAU) được thành lập. KAU mở rộng thành viên sang các bộ lạc lớn của Kenya (Luo, Kamba, Kalenin...). Vì vậy, Liên minh dân tộc Phi Kenya (KANU) được thành lập và thay thế KAU. Trước cuộc đấu tranh của nhân dân Kenya do KANU lãnh đạo, ngày 12 tháng 12 năm 1963, Anh phải trao trả độc lập cho nước này.

### Độc lập

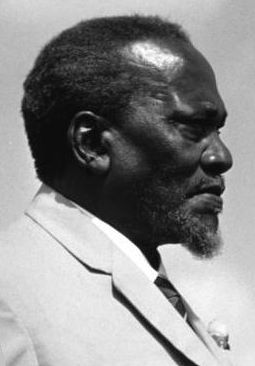
Jomo Kenyatta, tổng thống đầu tiên của Kenya và người sáng lập Phong trào Mau Mau

Năm 1964, Kenyatta trở thành Tổng thống. Trong nhiệm kì Tổng thống, Kenyatta lãnh đạo đất nước một cách vững vàng mặc dù có nhiều áp lực từ các nhóm sắc tộc khác nhau chung sống ở Kenya. Người kế vị Kenyatta, Tổng thống Arap Moi, bị áp lực bãi bỏ chế độ độc đảng. Tuy nhiên, Arap Moi vẫn tái đắc cử năm 1992 và năm 1997. Một loạt các tai ương xảy ra tại Kenya trong hai năm 1997-1998: các trận lụt lớn tàn phá đường sá, cầu cống và mùa màng; các đợt bệnh dịch sốt và dịch tả hoành hành, trong khi hệ thống y tế hoạt động kém hiệu quả; xung đột sắc tộc bùng nổ giữa người Kikuyu và người Kalenjin. Ngày 7-8-1998, tòa đại sứ Mỹ tại Nairobi bị nhóm khủng bố tấn công bằng bom làm chết 243 người và làm bị thương khoảng 1.000 người.
Trong cố gắng tranh thủ sự tài trợ lại của Quỹ tiền tệ Quốc tế và Ngân hàng Thế giới, vốn đã bị trì hoãn trước đó do tình trạng tham nhũng và tình hình hoạt động kinh tế nghèo nàn, Tổng thống Moi đã bổ nhiệm một nhà chính trị đối lập hàng đầu Richard Leakey, giữ chức Thủ tướng. Leakey hứa hẹn sẽ củng cố sức đưa kinh tế đất nước thoát khỏi tình trạng trì trệ và đấu tranh chống tệ nạn tham nhũng. Tổng thống Moi dường như không thực hiện cải cách một cách nghiêm túc. Moi đã sa thải Leakey sau 20 tháng cầm quyền. Nhà lãnh đạo đối lập Mwai Kibaki giành thắng lợi trong cuộc bầu cử Tống thống tháng 12 năm 2002. Kibaki hứa sẽ đấu tranh để chấm dứt tình trạng tham nhũng.
Thắng lợi của cuộc bầu cử tổng thống năm 2007 một lần nữa lại thuộc về ông Kibaki, tuy nhiên từ tháng 8 năm 2010 chính phủ Kenya đã thông qua hiến pháp mới nhằm giảm bớt vai trò của Thủ tướng.

## Chính trị
Kenya là một nước cộng hòa tổng thống chế áp dụng hệ thống đa đảng. Tổng thống là nguyên thủ quốc gia và người đứng đầu chính phủ, thực hiện quyền hành pháp. Quốc hội là cơ quan lập pháp lưỡng viện, gồm Thượng viện và Hạ viện. Tư pháp độc lập với chính phủ và Quốc hội.

### Quan hệ đối ngoại
Kenya có quan hệ thân thiết với các nước láng giềng nói tiếng Swahili ở khu vực Hồ Lớn châu Phi. Kenya đặc biệt hợp tác với Uganda và Tanzania trong việc hội nhập kinh tế xã hội với tư cách là thành viên Cộng đồng Đông Phi. Kenya theo đường lối đối ngoại không liên kết nhưng quan hệ nhiều với phương Tây và là một trong những nước thân Hoa Kỳ nhất ở châu Phi.
Kenya cùng Ethiopia, Uganda, Somalia, Djibouti, Sudan lập IGADD (Tổ chức liên chính phủ về phát triển và chống hạn hán) năm 1985. Đối với các vấn đề tranh chấp khu vực châu Phi, Kenya giữ thái độ trung lập. Kenya luôn tích cực tham gia vào các cuộc thảo luận để tìm ra giải pháp cho các cuộc xung đột sắc tộc (ở Somalia, Rwanda...).
Kenya là thành viên Liên Hợp Quốc, G77, Tổ chức Thương mại Thế giới, Phong trào không liên kết, Liên minh châu Phi và Công ước Lomé.

### Đơn vị hành chính

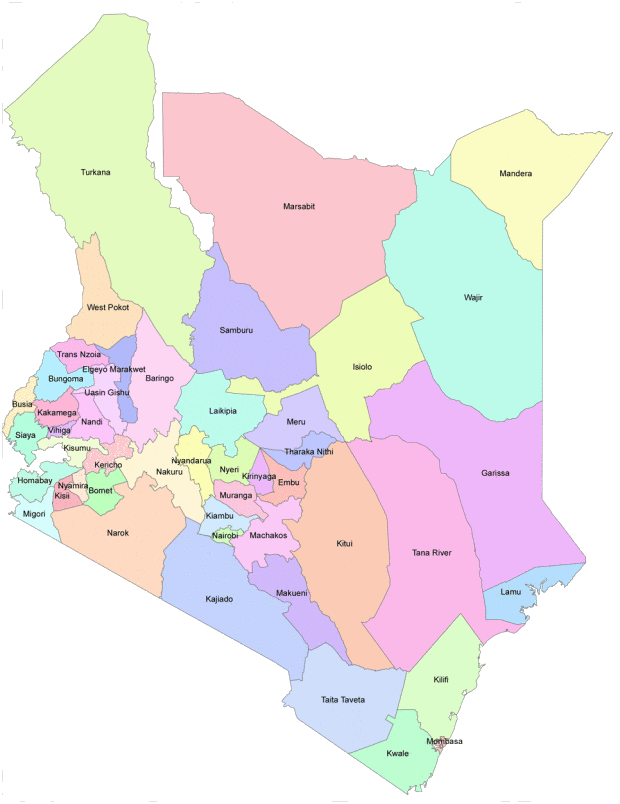
47 hạt của Kenya

Kenya được chia thành 47 hạt (county) với người đứng đầu là hạt trưởng. 47 hạt này là các đơn vị hành chính cấp một của Kenya (thay cho hệ thống 8 tỉnh/province trước năm 2013).
Các đơn vị hành chính nhỏ nhất ở Kenya được gọi là location hay địa phương. Các địa phương thường trùng với khu bầu cử (electoral ward). Các địa phương thường đặt tên theo làng hoặc thị trấn trung tâm. Nhiều thị trấn lớn hơn có thể bao gồm nhiều địa phương. Mỗi địa phương có một người đứng đầu (chief), do nhà nước bổ nhiệm.
Mỗi hạt có một số lượng khu vực bầu cử. Trước cuộc bầu cử năm 2013, có 210 khu vực bầu cử ở Kenya.

## Địa lý

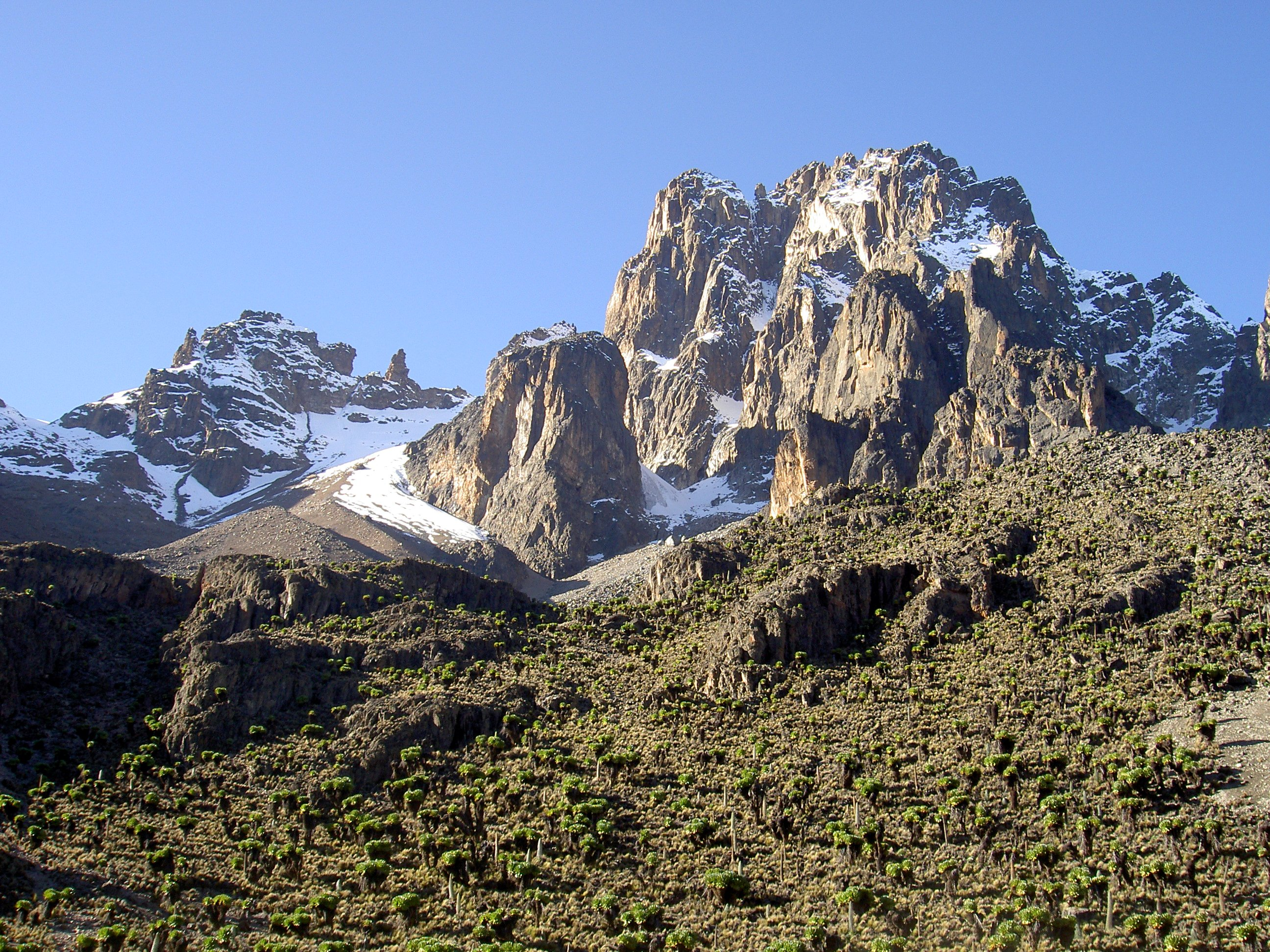
Núi Kenya đỉnh núi cao nhất Kenya cao 5,199m.

Kenya nằm ở Đông Phi, Bắc giáp Nam Sudan và Ethiopia, Nam giáp Tanzania, Đông giáp Somalia và Ấn Độ Dương, Tây giáp Uganda và hồ Victoria. Địa hình tương đối đa dạng, vùng đồng bằng ven biển tiếp nối với vùng cao nguyên và núi ở phía Tây Nam, nơi tập trung phần lớn dân cư và các hoạt động kinh tế. Vùng phía Bắc chiếm khoảng 60% diện tích đất đai là sa mạc và bán sa mạc; cao nguyên Turkana ở vùng Tây Bắc, nơi có hồ Turkana thuộc thung lũng Rift Valley, trải dài theo hướng Bắc Nam.

### Môi trường
Ô nhiễm nguồn nước do chất thải công nghiệp và đô thị; chất lượng nước giảm do lạm dụng thuốc trừ sâu và phân bón hóa học; nạn phá rừng; đất bị xói mòn; sa mạc hóa; tình trạng săn bắn thú rừng trái phép.

### Khí hậu
Vùng ven biển chịu ảnh hưởng khí hậu xích đạo nóng ẩm; vùng nội địa phía Bắc khí hậu nóng và khô; vùng núi và cao nguyên phía Tây khí hậu tương đối mát mẻ, lượng mưa lớn hơn.

## Kinh tế

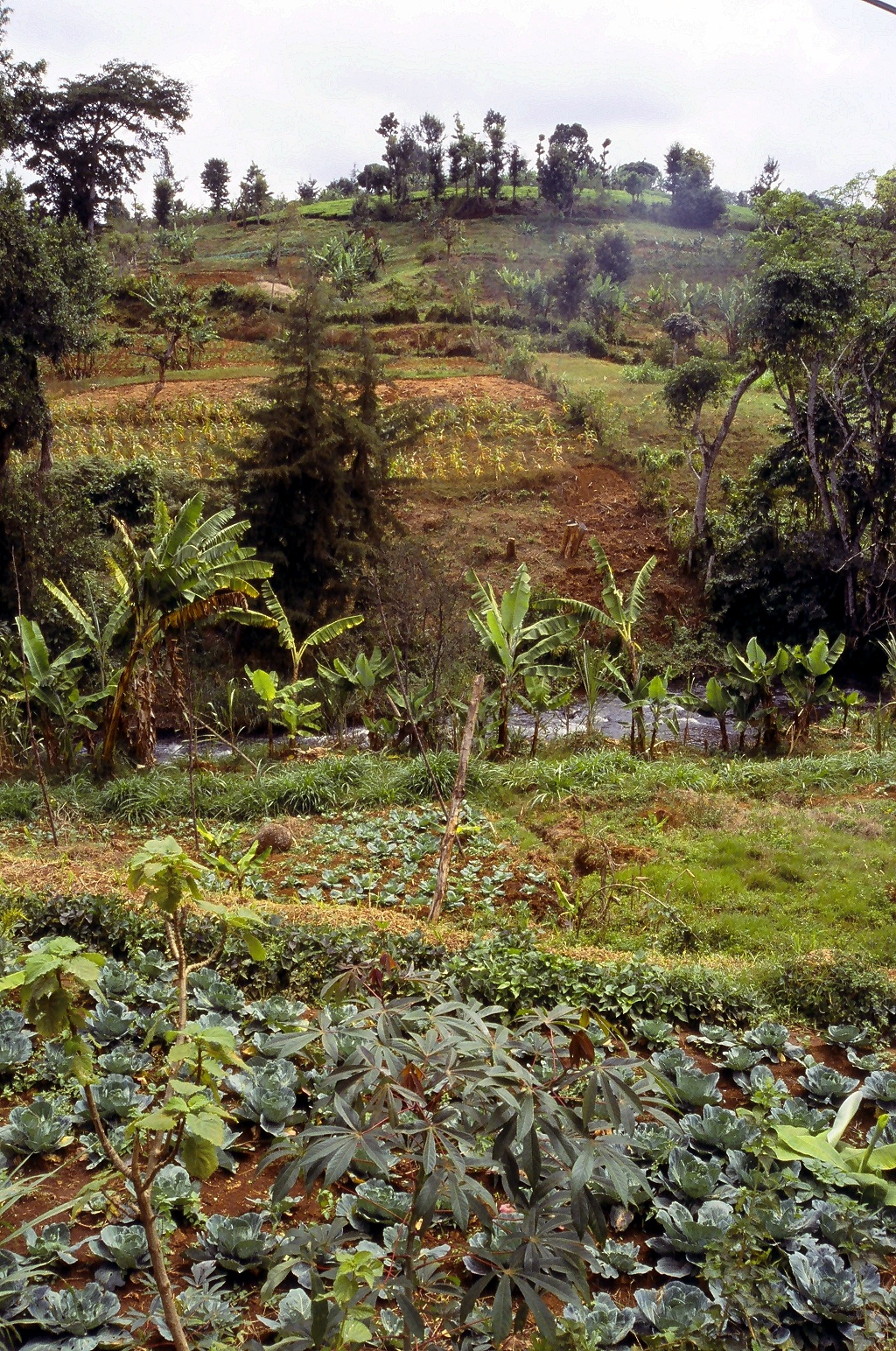
Canh tác nông nghiệp trên sườn núi.

Là cửa ngõ về thương mại và tài chính của khu vực, nhưng nền kinh tế Kenya bị cản trở bởi nạn tham nhũng và sự phụ thuộc vào một số mặt hàng cơ bản. Năm 1997, Quỹ Tiền tệ Quốc tế đình chỉ Chương trình tăng cường chuyển dịch cơ cấu do thất bại của chính phủ Kenya trong việc duy trì cải cách và ngăn chặn nạn tham nhũng. Trong thời gian từ năm 1999 đến năm 2000, Kenya đã phải chịu đợt hạn hán nghiêm trọng đã gây ra thiếu nước và năng lượng dẫn đến giảm sản lượng nông nghiệp. Vì thế, GDP năm 2000 của Kenya giảm 0,2%. Năm 2000, IMF đã nối lại khoản vay cho Kenya trong giai đoạn hạn hán nhưng lại tiếp tục đình chỉ khoản cho vay này do Chính phủ không có những giải pháp nghiêm khắc chống tham nhũng. Mặc dù mưa lớn đã trở lại vào năm 2001 nhưng giá cả leo thang, nạn dịch tham nhũng và đầu tư thấp đã hạn chế tốc độ phát triển nền kinh tế Kenya. Chính phủ mới lên nắm quyền vào năm 2002 đã tập trung giải quyết những khó khăn kinh tế và nạn tham nhũng mà đất nước đang phải đối mặt, và huy động được sự giúp đỡ từ bên ngoài. Kinh tế Kenya bắt đầu khởi sắc từ sau năm 2002, dưới sự lãnh đạo của đương kim Tổng thống Kibaki với những chiến dịch chống tham nhũng tương đối mạnh mẽ. IMF đã chấp nhận cấp cho Kenya một loạt khoản vay để thực hiện các chương tình cải cách kinh tế và quản lý đất nước, chương trình xoá đói, giảm nghèo... Nhờ đó GDP năm 2005 đã tăng trưởng trên 5%, đạt khoảng 16,11 tỷ USD. GDP bình quân đầu người khoảng 464 USD/người/năm. Tuy nhiên bạo lực sau bầu cử năm 2008 cùng với những tác động tiêu cực của khủng hoảng kinh tế toàn cầu đã ảnh hưởng đến kinh tế Kenya khiến GDP giảm xuống còn 1,7%. Năm 2009 và 2010 nền kinh tế đã hồi phục trở lại.
Nông nghiệp đóng vai trò chủ lực trong nền kinh tế Kenya với 85% dân số sống về nghề nông. Các nông sản chính có lúa mì, ngô, kê, khoai tây, chuối, cà phê, chè, bông, đường...
Công nghiệp Kenya khá phát triển ở châu Phi. Các ngành công nghiệp chủ chốt là công nghiệp thực phẩm, hoá dầu (Kenya nhập dầu thô để lọc), điện và vật liệu xây dựng. 
Bạn hàng chính của Kenya gồm Mỹ, Nhật, Ấn Độ, Các tiểu vương quốc Ả Rập (UAE), Nam Phi, Trung Quốc, Hà Lan, Tanzania, Uganda... Hiện nay Anh là nhà đầu tư lớn nhất vào Kenya với khoảng 1,5 tỷ USD.
Du lịch phát triển nhờ vào 18 công viên quốc gia và sự bảo tồn thiên nhiên rất nghiêm ngặt (nhất là chống lại việc buôn bán ngà voi...), mang lại khoảng 25% nguồn thu nhập quốc gia.
Ngoài ra, Kenya cũng được hưởng các ưu đãi thương mại với Liên minh châu Âu (hiệp định EBA - Everything but arms), Hoa Kỳ (Đạo luật về Tăng trưởng kinh tế và cơ hội cho châu Phi, AGOA).
Về ngoại thương, năm 2010 Kenya xuất khẩu khoảng 5,1 tỷ USD (f.o.b) gồm các mặt hàng chính như chè, cà phê, sản phẩm dầu, cá, xi măng... Thị trường xuất khẩu chính của Kenya là Uganda, Vương quốc Anh, Mỹ, Hà Lan, Ai Cập, Tanzania, Pakistan.
Năm 2010, Kenya nhập khẩu khoảng 10,4 tỷ USD (f.o.b) các mặt hàng như máy móc thiết bị, phương tiện vận tải, sản phẩm xăng dầu, nhựa thông… Thị trường nhập khẩu của Kenya là UAE, Ả Rập Xê Út, Nam Phi, Mỹ, Ấn Độ, Trung Quốc, Nhật Bản, Vương quốc Anh.
- GDP chính thức: 30,57 tỷ USD (2009)
- GDP bình quân: 780 USD (2009)
- Tăng trưởng GDP: 2% (2009)

### Thăm dò dầu khí
Dầu khí vẫn chưa được phát hiện trên lãnh thổ của Kenya, mặc dù nhiều thập kỷ thăm dò liên tục. Kenya hiện đang nhập khẩu dầu thô. Kenya, nền kinh tế lớn nhất phía đông châu Phi, không có dự trữ dầu mỏ và chỉ dựa vào nguồn dầu dầu của các nước khác. Dầu khí chiếm 20 đến 25% số lương mặt hàng nhập khẩu quốc gia.
Trước khi xuất cảnh giữa năm nay, Tổng công ty Dầu khí Ngoài khơi Quốc gia Trung Quốc (CNOOC) đã làm việc với các công ty dầu ở Kenya như Lion Energy Corp để khoan một giếng thăm dò ở 9 điểm thăm dò nằm phía bắc Kenya.

## Nhân khẩu
| 1948 | 5.4  |
| 1962 | 8.3  |
| 1969 | 10.9 |
| 2000 | 31.4 |
| 2018 | 51.4 |

Kết quả điều tra dân số của Cục Thống kê Quốc gia Kenya vào năm 2019 cho thấy dân số của Kenya là 47,564,296 người. 73% dân số Kenya dưới 30 tuổi do mức tăng dân số cao, tăng từ 2.9 triệu người lên 40 triệu người trong thế kỷ qua.

### Tôn giáo

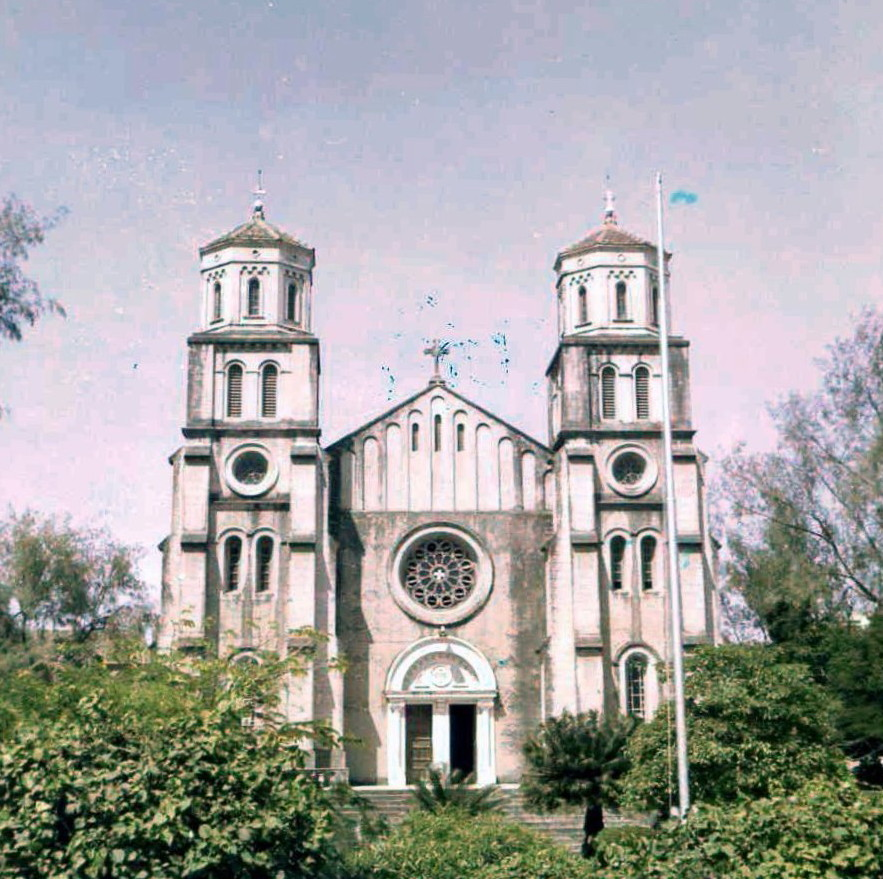
Một nhà thờ Công giáo ở Mombasa

Tôn giáo ở Kenya (2019)
Phần lớn của dân số Kenya theo Kitô giáo chiếm 83% dân số, với 47,7% là Tin Lành và 23,5% là Công giáo. Các dân tộc thiểu số theo các tôn giáo khác với số lượng đáng kể khác như (Hồi giáo 11,2%, tín ngưỡng bản địa 1,7%). Sáu mươi phần trăm của dân số Hồi giáo sống ở các tỉnh ven bờ biển, chiếm 50% tổng dân số ở khu vực đó. Khu vực phía tây của đất nước là nơi tập trung sống chủ yếu của Kitô hữu. Ở các tỉnh phía Bắc chiếm số lượng phân bố khoảng 10% người Hồi giáo của đất nước, nơi mà họ tạo thành các nhóm tôn giáo đa số. Ngoài ra, còn có một số lượng lớn những người theo Ấn Độ giáo ở Kenya (khoảng 50.000), nhóm người Ấn giáo thiểu số này đóng một vai trò quan trọng trong nền kinh tế địa phương. Ngoài ra còn có một nhóm nhỏ theo Baha'i giáo.

### Giáo dục

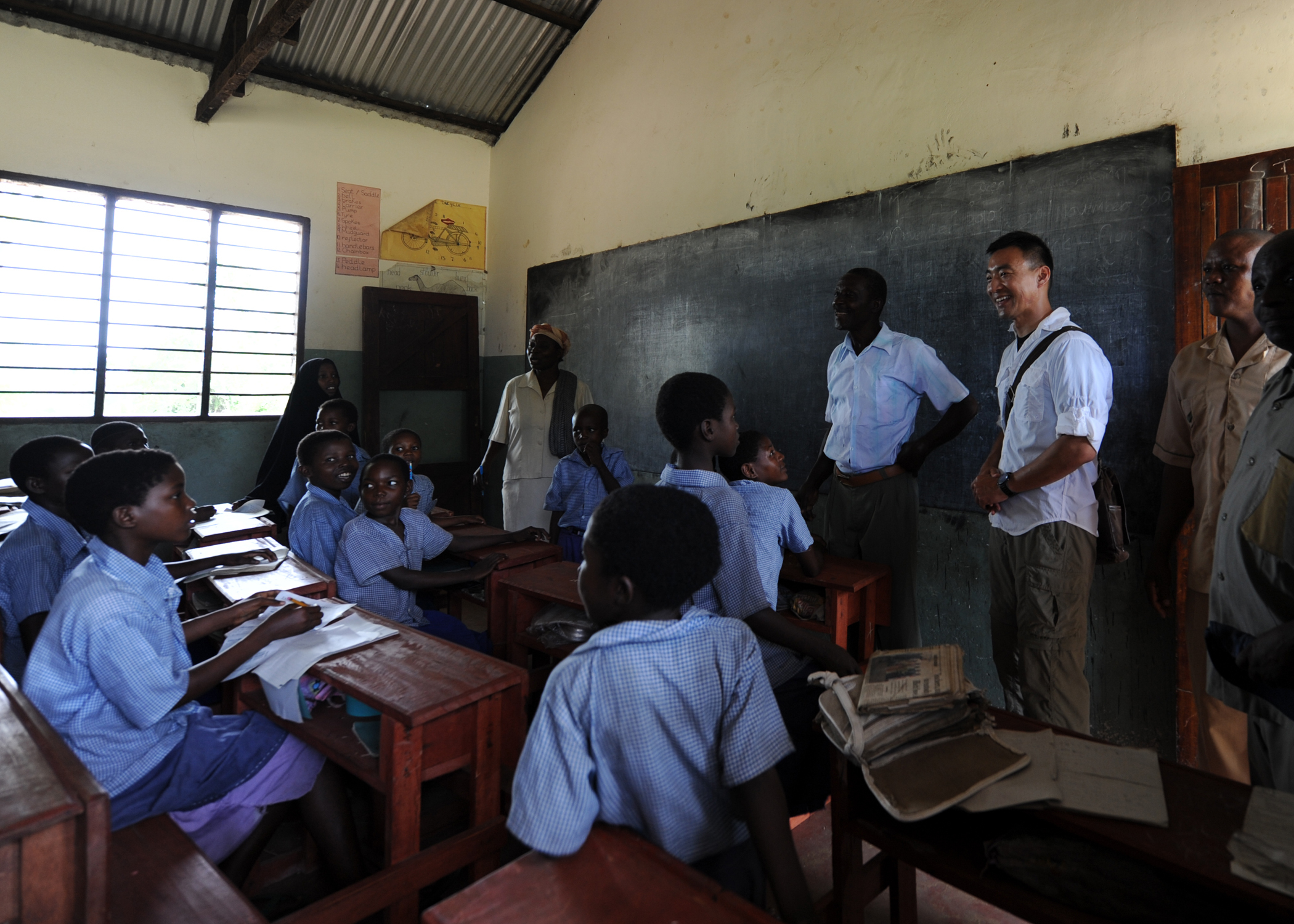
Một lớp học tiểu học.

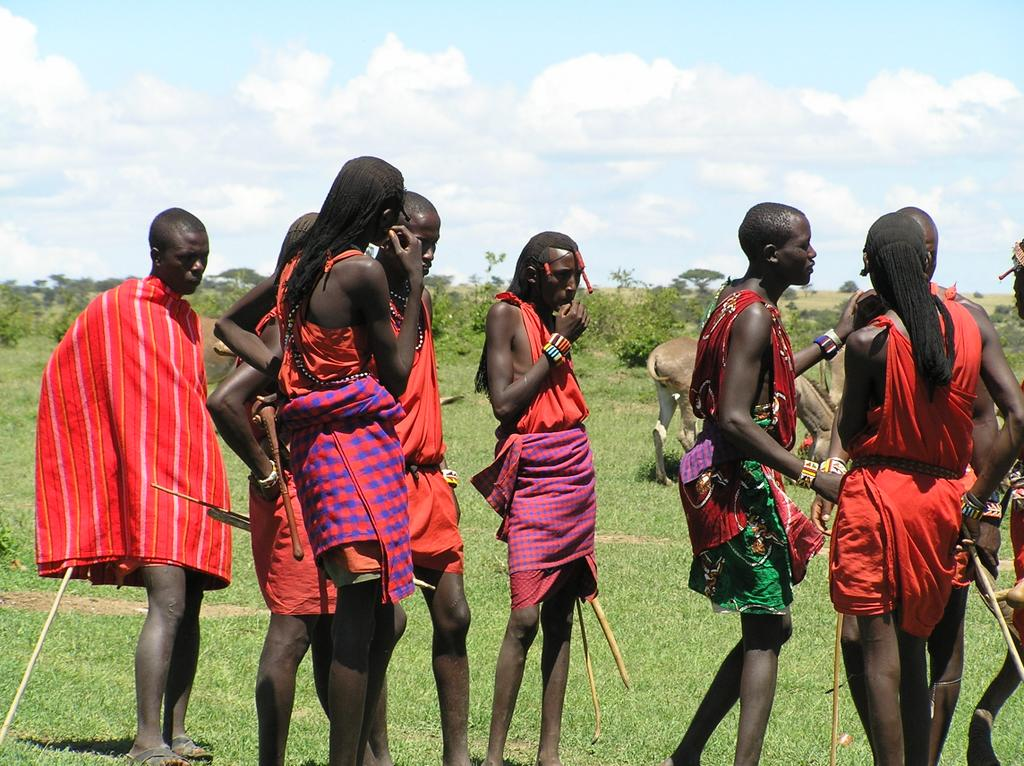
Các diễn viên phụ người Maasai

Việc học tập được chính phủ khuyến khích. Từ năm 1978, giáo dục tiểu học đã tăng lên 60%, tuy nhiên chỉ khoảng 1/2 số học sinh học xong bậc tiểu học và 1/2 số đó học lên trung học. Hệ thống trường công lập được Chính phủ tài trợ một phần. Ở vùng nông thôn, chương trình tiểu học ba năm đầu được dạy bằng tiếng Swahili, sau đó bằng tiếng Anh (ở thành thị hoàn toàn bằng tiếng Anh). Chương trình đại học dành cho những sinh viên đủ điều kiện và khả năng về tài chính.

## Văn hóa
Kenya là một quốc gia đa dạng về sắc thái văn hóa, với nhiều nét đại diện. Đáng lưu tâm văn hóa tổng hợp Swahili trên bãi biển, các cộng đồng du mục ở phía Bắc, và một số cộng đồng khác ở trung tâm và khu vực miền Tây. Ngày nay, văn hóa của người bản xứ Maasai rất nổi tiếng, dành cho hướng nặng về du lịch, tuy nhiên. Maasai đã tạo dựng tương đối nhỏ, tỉ lệ trong dân số người Kenya. Văn hóa Maasai được biết đến với sự trau chuốt trang sức trên thân thể và trang sức.
Kenya có âm nhạc phổ thông, truyền hình và khung cảnh nhà hát.